# Alessandro Monteleone (sochař)
Alessandro Monteleone (5. února 1897 Taurianova – 25. prosince 1967 Řím) byl italský sochař známý především několika monumentálními díly s historickými a náboženskými náměty. V Praze byla roku 1994 instalována jeho socha Panna Marie z exilu vytvořená v roce 1954.

## Život a dílo
Narodil se v městečku Taurianova v provincii Reggio Calabria. V mládí se tam učil u sochaře Vincenza Romea (1878–1942), po první světové válce se v roce 1920 odstěhoval do Říma, kde pracoval v ateliéru sochaře a medailéra Aurelia Mistruzziho (1880–1960). Zpočátku se věnoval i malbě, vytvořil více než tři stovky pláten a monotypů. Brzy se ale etabloval jako uznávaný sochař.
Vyučoval sochařství nejprve v Palermu a v Neapoli a později se stal profesorem sochařství na římské Akademii výtvarných umění (Accademia di belle arti). Jeho ateliér na Via Margutta v Římě byl místem setkávání italských umělců a spisovatelů, jako byl např. Renato Guttuso nebo sochař Francesco Nagni (1897–1977). Společně s ním se Monteleone zúčastnil mezinárodní soutěže na nové bronzové dveře pro baziliku svatého Petra ve Vatikánu, kterou v roce 1947 organizoval Pius XII., a v roce 1952 byl jejich (nerealizovaný) projekt představen jako jeden z vítězných.
Byl členem prestižních italských uměleckých sdružení, jako Papežská akademie výtvarných umění a literatury nebo Národní akademie sv. Lukáše, a také korespondentem zahraničních uměleckých akademií.
V roce 1954 vytvořil z bílého kararského mramoru sochu Panny Marie, kterou si u něj objednali čeští exulanti v USA pro případnou pozdější obnovu pražského mariánského sloupu. Byla původně umístěna v klášteře sv. Prokopa v Lisle u Chicaga, v roce 1994 byla převezena do Prahy a umístěna na vyhlídce ve Velké strahovské zahradě.

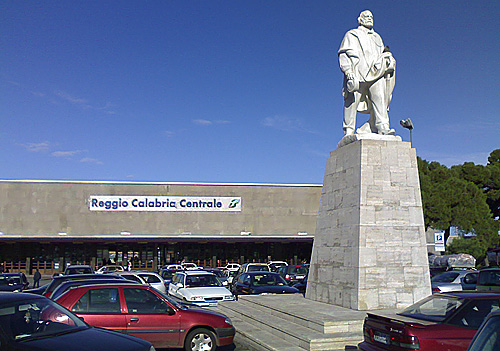
Památník Giuseppe Garibaldiho na stejnojmenném náměstí, Reggio Calabria

Monteleone prezentoval svá díla na mnoha výstavách v Itálii i mimo ni (v roce 1953 v Paříži). Jeho díla jsou zachována v mnoha kostelech a dalších budovách zejména v Římě a v Reggio Calabria, ale i v Amatrice, v Palmi, v Miláně, v Bari, v Loretu a v Monterosso al Mare nebo na ostrově Rhodos.